# آرتزا
آرتزا (به اسپانیایی: Arteza) یک کوه در پرو است که در Peru, Ancash Region واقع شده‌است. آرتزا ۵٬۰۰۰ متر بالاتر از سطح دریا واقع شده‌است.